# Massimo Morales
Massimo Morales (Caserta, 1964. április 20. –) olasz labdarúgóedző.

## Sikerei
1. FK Příbram:
- Cseh labdarúgó-bajnokság (másodosztály) második: 2007–08